# Thomas Hennen
Thomas John Hennen (Albany, 17 agosto 1952) è un militare ed ex astronauta statunitense.
Ufficiale dell'esercito statunitense, si è occupato per molti anni di Imagery Intelligence.
Nel 1991 ha partecipato alla missione STS-44 dello Space Shuttle Atlantis. È stato il primo ufficiale dell'esercito statunitense a partecipare ad una missione spaziale dello Space Shuttle.